# Antonia da Santa Cruz
Antonia da Santa Cruz est une citoyenne brésilienne née le 13 juin 1905 à Queimadas, dans l’État de Bahia, au Brésil, et décédée le 23 janvier 2022 à Salgadalia, dans l’État de Bahia, au Brésil, à l'âge de 116 ans et 224 jours. Elle fut la doyenne du Brésil entre le 5 octobre 2021 et le 23 janvier 2022. Elle est la dernière personne validée au monde née en 1905, également la dix-neuvième personne validée la plus âgée de tous les temps ainsi que la quatrième personne sud-américaine et latino-américaine la plus âgée de tous les temps.

## Biographie
Antonia da Santa Cruz est née dans une ferme qui appartenait alors à Queimadas, près de Santaluz, dans l’État de Bahia, au Brésil, le 13 juin 1905. Ses parents étaient Francisco Pereira de Santa’Anna et Anna Maria de Jesus. Elle est née le jour de la fête de Saint Antoine, c’est pourquoi ses parents l’ont appelée Antonia.
Antonia a eu 11 enfants. Elle a également adopté son neveu, José Luiz Medrado (64 ans en décembre 2019).
En 2017, elle avait 68 petits-enfants, 110 arrière-petits-enfants et 35 arrière-arrière-petits-enfants. En décembre 2019, elle avait une sœur de 104 ans qui vivait à Rio de Janeiro.
Le 18 février 2021, à l’âge de 115 ans, elle a reçu sa première dose du vaccin contre la COVID-19. Elle était la personne la plus âgée connue à avoir reçu le vaccin jusqu'à ce que Kane Tanaka le reçoive vers septembre 2021.
Elle est devenue la personne vivante validée la plus âgée au Brésil, ainsi que la troisième personne vivante validée la plus âgée au monde, après le décès de Francisca Celsa dos Santos le 5 octobre 2021.
Antonia da Santa Cruz vivait avec sa fille de 82 ans, Maria Medrado, à Salgadalia, Conceicao do Coite, dans l’État de Bahia, au Brésil, où elle est décédée de causes naturelles le 23 janvier 2022 à l'âge de 116 ans et 224 jours.
L'âge d'Antonia de Santaz Cruz a été vérifié par le correspondant GRG Gerson Diaz, Claudio Lima et al., et validé par le GRG le 9 juillet 2020.